# Żmija nosoroga
Żmija nosoroga (Vipera ammodytes) – gatunek jadowitego węża z rodziny żmijowatych (Viperidae).
Jej rozmieszczenie obejmuje cieplejsze rejony Europy (południowa Austria, północne Włochy, Słowenia, Półwysep Bałkański, Rumunia, Cyklady, Azja Mniejsza do Kaukazu Północnego).

## Budowa
Ubarwienie się zmienia, z górnej strony może być koloru szarego, żółtego lub brązowego z ciemnym zygzakiem. Na brzuchu jest biaława z czarnymi punktami. Samiec dorasta do 1 metra. W Górach Dynarskich zaobserwowano rzadkie przypadki większych osobników, a samica jest mniejsza od samca. Tę najbardziej jadowitą europejską żmiję można łatwo rozpoznać po niedużym, pokrytym łuskami, mięsistym wyrostku na szczycie pyska. W pysku ma dwa długie zęby jadowe powiązane z gruczołem jadowym. Ma długi i rozgałęziony język, przy pomocy którego wyczuwa dotyk i zapach.

## Biologia
Rozmnaża się od końca kwietnia do początku maja, a od września do października samica składa od 10 do 20 jaj, z których od razu po wyjściu z ciała matki wylęgają się młode. Żmija nosoroga żyje do 15 lat. Jej naturalni wrogowie to ptaki drapieżne, a zwłaszcza gadożer. Lubi suche kamieniste tereny z licznymi krzakami. Aktywna jest głównie nocą, a w ciągu dnia zwinięta w kłębek śpi trawiąc pokarm lub wygrzewa się na słońcu. Szczególnie niebezpieczna jest jesienią, gdy wspina się na drzewa w oczekiwaniu na ptaki. W ten sposób może ukąsić człowieka, jeśli nieuważnie przejdzie i dotknie jej. Najczęściej jest bardzo powolna, ale w razie potrzeby może błyskawicznie zaatakować, starając się ukąsić. Żywi się drobnymi ssakami, ptakami, jaszczurkami i wężami, które zabija silnym jadem, a potem połyka. Żmija ta zapada w sen zimowy.

## Jadowitość

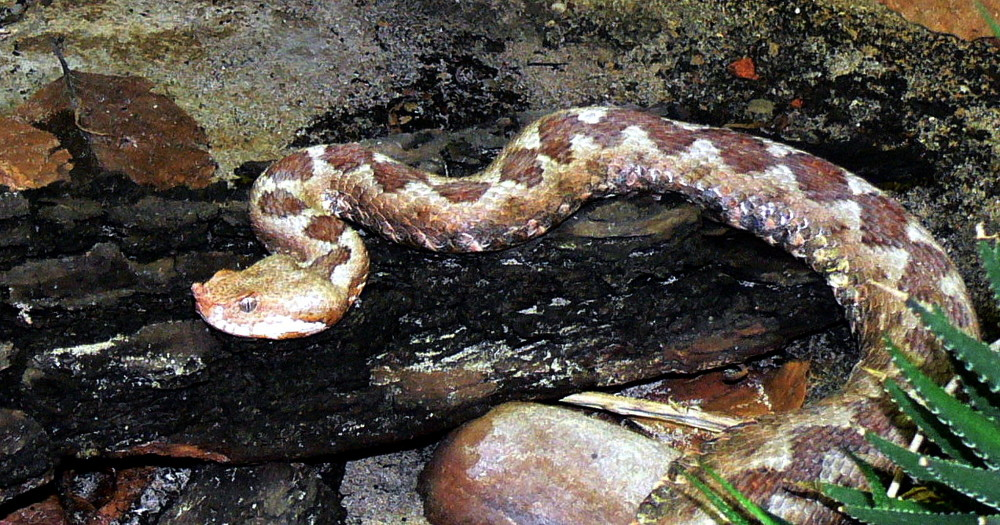
Żmija nosoroga

Ukąszenie żmii nosorogiej jest często śmiertelne. Nawet młode osobniki długości od 15 do 18 cm są wyposażone w truciznę i zęby jadowe, więc mogą poważnie i niebezpiecznie ukąsić. Siła jadu jest nawet większa od kilku podgatunków kobry. Śmiertelna dla człowieka doza to przeciętnie 25–40 mg zależnie od wieku, zdrowia i miejsca ugryzienia. Pierwsze objawy zatrucia jadem to ból lub odrętwienie ukąszonej części ciała. Opuchlizna pojawia się 2–3 minuty po ugryzieniu i szybko się rozprzestrzenia. U większych osobników zęby jadowe mogą mieć nawet 1 cm długości, więc trucizna może zostać wstrzyknięta do mięśni, co przyspiesza objawy zatrucia. Miejsce ugryzienia trzeba podwiązać, aby zapobiec rozprzestrzenianiu się jadu po ciele, a poszkodowanego jak najszybciej odwieźć do lekarza, aby dał mu zastrzyk serum.

## Legendy
W Chorwacji krążą legendy o skokach żmii nosorogiej, którą nazywają poskokiem. Mówi się, że zawija się w kłębek i turla w dół. Te opowieści powstały z ludzkiego strachu, jako że żmija ta jest nieprzewidywalna, a jej ukąszenie należy do najszybszych wśród żmij. Żmija nosoroga  może pełzając zwinąć tylną część ciała, a potem podnieść przednią i wyrzucić ją do przodu, by ukąsić ofiarę. Zasięg takiego skoku to 40 cm.